# Fortnum & Mason

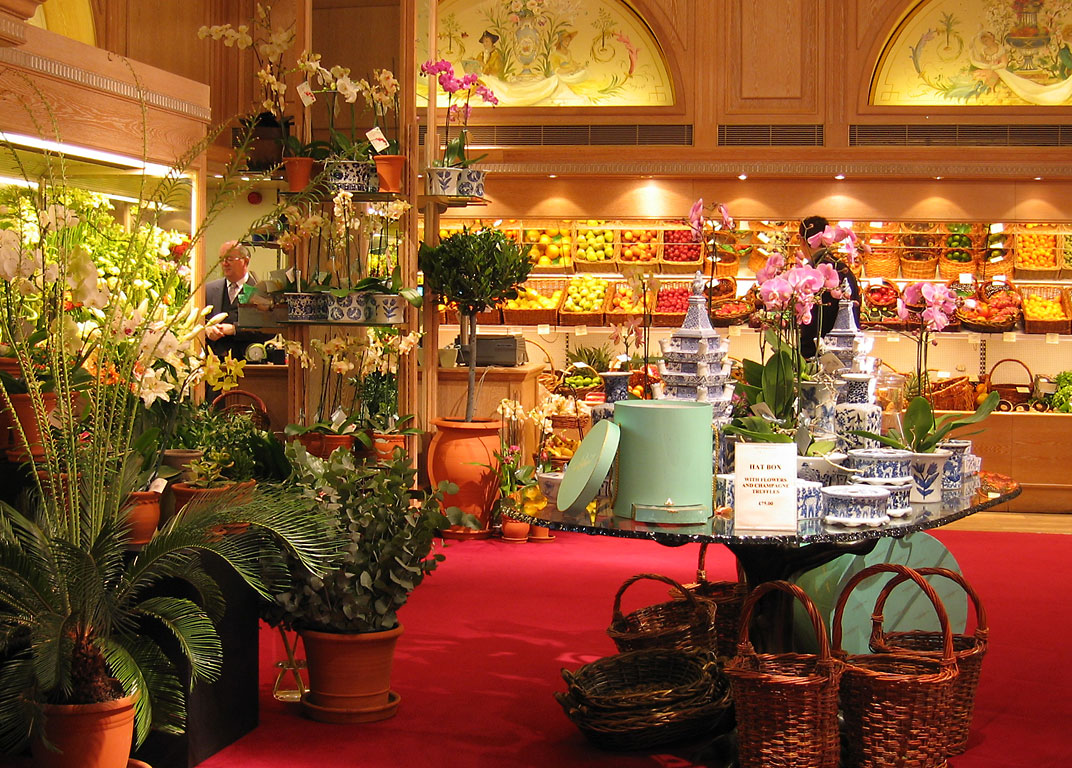
Blick in die Obst- bzw. Blumenabteilung.

Fortnum & Mason ist ein Kaufhaus in London (181 Piccadilly), das 1707 von William Fortnum gegründet wurde. Es ist in Besitz von Wittington Investments, damit eine Schwesterfirma unter anderem von Primark und ABF.

## Geschichte
William Fortnum war Diener im Haushalt von Königin Anne. Er sammelte abgebrannte Kerzenstummel aus dem Palast, die er dann verkaufte. Als er genug Geld zusammen hatte, gründete er einen Lebensmittelladen und überredete seinen Freund Hugh Mason, bei ihm einzusteigen. Zwei Generationen später gelang es Enkel Charles Fortnum, sich in den heutigen Geschäftsfeldern zu etablieren.
Im viktorianischen Zeitalter wurde Fortnum & Mason durch seine kulinarischen Köstlichkeiten immer berühmter. Die englische Snack-Spezialität „Scotch eggs“ wurde 1738 erstmals von Fortnum & Mason hergestellt. 1886 wurden bei Fortnum & Mason die ersten Baked Beans in England verkauft. In der Zeit zwischen den Weltkriegen erweiterte Fortnum & Mason das Angebotssortiment um Kleidung, Parfum und Küchenartikel. 1931 wurde in der Madison Avenue in New York City eine Filiale eröffnet, 2004 kamen zwei Filialen in Japan dazu.
Heute ist das Warenangebot von Fortnum & Mason auf Luxusartikel ausgelegt.